# Gustav Münch
Pour les articles homonymes, voir Münch.
Gustav Münch (né le 9 août 1843 à Hof Traisfurt et mort le 1er février 1910 à Giessen) est ingénieur et député du Reichstag.

## Biographie
Münch étudie au lycée de Wiesbaden (de), à l'École polytechnique de Karlsruhe et à l'Université de Munich. À Karlsruhe, il est membre du Corps Saxonia (de) Il travaille comme ingénieur dans la construction de divers chemins de fer et de 1874 à 1879 dans la construction du port naval de Kiel.
Il est également représentant communautaire de la commune de Gaarden et président de la commission du bâtiment et membre de la commission scolaire de 1875 à 1879. Il est également membre du comité de l'Association pour la réforme de l'école, membre de Vereins für Hebung der Fluss- und Kanalschifffahrt et membre de l'Association des artisans de Francfort-sur-l'Oder.
De 1881 à 1893, il est membre du Reichstag pour la 4e circonscription du district de Wiesbaden (Haute-Lahn, Basse-Lahn, Limbourg (de)) d'abord pour le Parti progressiste allemand puis  pour le Parti libéral allemand. Il est également membre de la Chambre des représentants de Prusse de 1882 jusqu'à sa mort pour trois circonscriptions du district de Wiesbaden.